# Plac Konstytucji 3 Maja we Wrocławiu

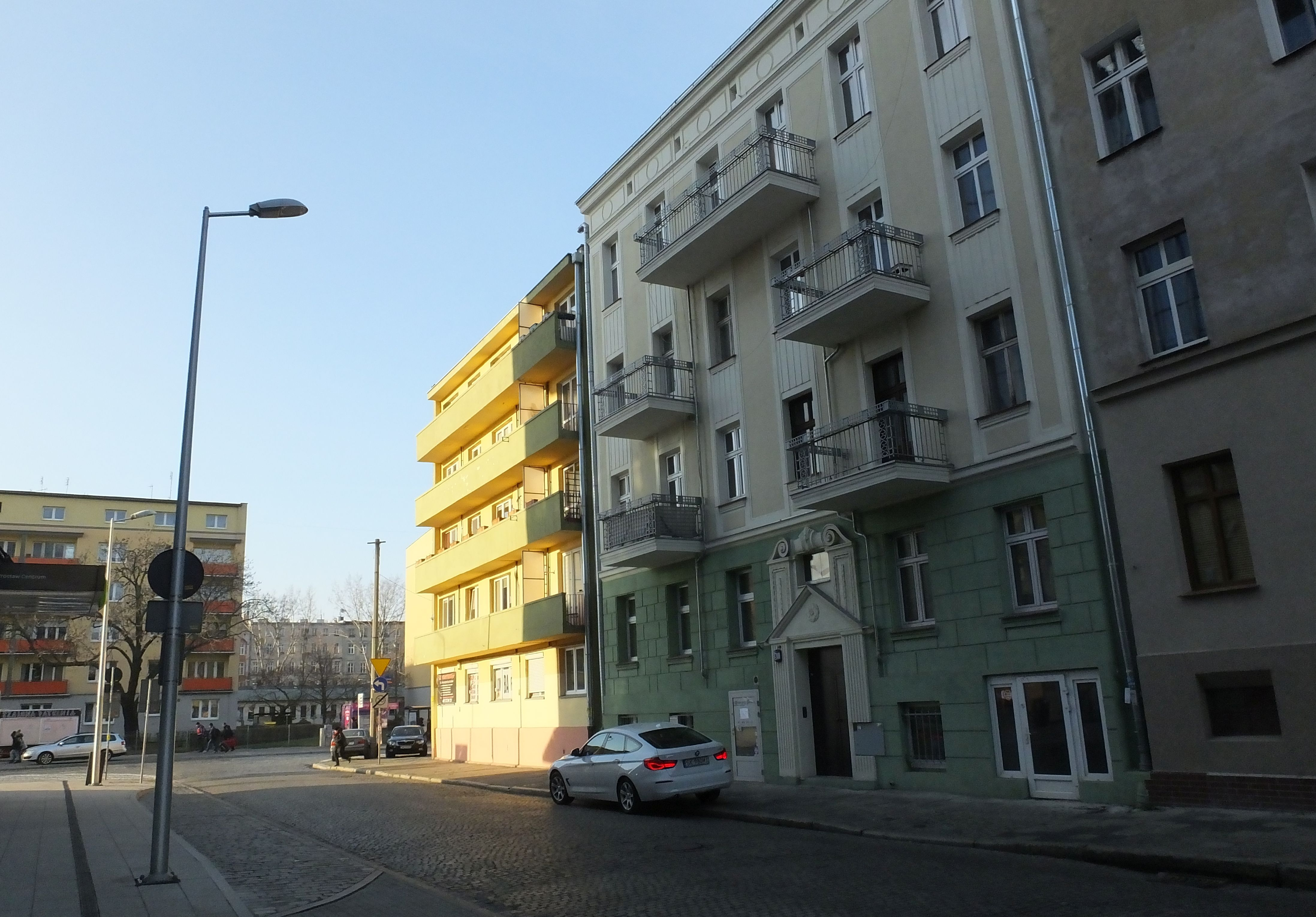
Ulica przypisana do placu z zabudową.

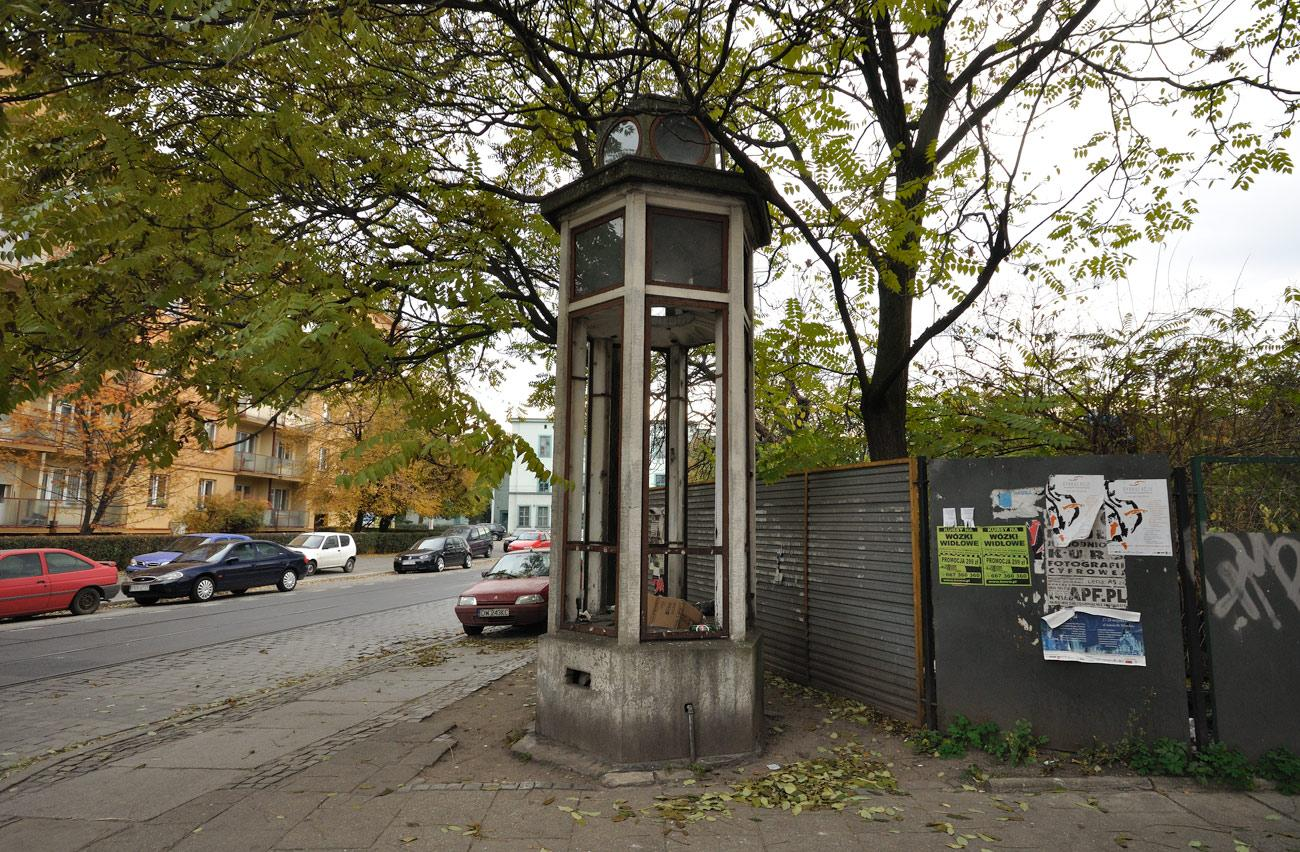
Normaluhr, w tle ul. Dąbrowskiego (przed przebudową).

Plac Konstytucji 3 Maja we Wrocławiu (Fontaneplatz, Fränkelplatz, Plac Konstytucji) – plac położony we Wrocławiu na obszarze Przedmieścia Oławskiego, w sąsiedztwie dworca kolejowego Wrocław Główny.
W rejonie tego placu znajdowała się niegdyś Rogatka Strzelińska. Wytyczenie placu nastąpiło w 1856 r. w ramach szerzej prowadzonych prac wykonywanych na podstawie pierwszego planu regulacji przedmieść. Jego przeznaczeniem w ówczesnym czasie było stworzenie rezerwy terenu pod potrzebny handlu. Według tych planów sam plac miał być większy niż obecny, gdyż miał sięgać obecnej ulicy Tadeusza Kościuszki. Początkowo plac miał kształt trójkąta, gdyż część terenu zajmował cmentarz żydowski. Gdy w 1909 r. cmentarz został przecięty ulicą stanowiącą przedłużenie obecnej ulicy Dworcowej, teren po wschodniej stronie tej ulicy stał się częścią placu. Relikt cmentarza został ostatecznie zlikwidowany w 1938 r..
Przed wojną plac otoczony był zabudową mieszkaniową, na którą składały się czynszowe kamienice. Współcześnie zachowała się północna pierzeja tej zabudowy. Sam teren placu urządzony został w formie zieleńca, w ramach którego zbudowano także fontannę. Zlokalizowany był tu także słup ogłoszeniowy z zegarem, tzw. Normaluhr.
W okresie powojennym, do 1994 r., zlokalizowany był tu jeden z dworców autobusowych Wrocławia PKS Wrocław Centralny, który przeznaczony był głównie dla połączeń dalekobieżnych. Dworzec został zamknięty, gdy ukończono budowę nowego obiektu przy ulicy Suchej. Obecnie znajduje się budynek hotelowo-biurowy z funkcją handlową i parkingiem podziemnym Silver Tower Center oddany do użytkowania w październiku 2014 r. .
Obszar ten otoczony jest ulicami: Stanisława Małachowskiego, Jana Henryka Dąbrowskiego, Dworcową i ulicą przypisaną do Placu Konstytucji 3 Maja , której długość wynosi około 107 m .
Nazwy placu:
- Fränkelplatz do 22.06.1934 r.[4]
- Fontaneplatz od 22.06.1934 r.[3]
- Plac Konstytucji 3 Maja od 1945 r. do 22.11.1952 r.
- Plac Konstytucji od 22.11.1952 r. do 24.09.1981 r.[5]
- Plac Konstytucji 3 Maja od 24.09.1981 r. – nadal[3]